# André Mare
Pour les articles homonymes, voir Mare (homonymie).
 (26 décembre 2021).
André Mare, né le 31 janvier 1885 à Argentan (Orne) et mort le 3 novembre 1932 à Paris, est un décorateur, architecte d’intérieur et peintre français.
Il est l'un des artistes fondateurs de l’Art déco. Sa formation est celle d’un peintre, mais à partir des années 1910, il entreprend une carrière de décorateur d’intérieur. Au Salon d'automne de 1912, il présente, en collaboration avec le sculpteur Raymond Duchamp-Villon et les peintres Marie Laurencin et Roger de la Fresnaye, La Maison cubiste qui provoque un scandale et consacre André Mare comme décorateur.

## Biographie

### Jeunesse et formation
Né à Argentan dans une famille normande débarquée depuis assez longtemps pour avoir vu son nom gravé sur les Tables de Dives : ses aïeuls étaient les compagnons de Guillaume le Conquérant ayant combattu les Anglais à Hastings. André Mare grandit dans une ambiance bourgeoise et rigide. Adolescent, il se libère chaque fois qu'il le peut, pour galoper à cheval et visiter ses grands-parents épris de musique ou échafauder, avec son ami d'enfance, Fernand Léger, des théories sur l'art. Si ses parents le poussent à étudier la magistrature, André Mare, passionné de dessin, insiste pour partir étudier l'art à Paris. En 1904, il s'inscrit à l'École des arts décoratifs et suit les cours de l'Académie Julian.

### Carrière d'avant guerre

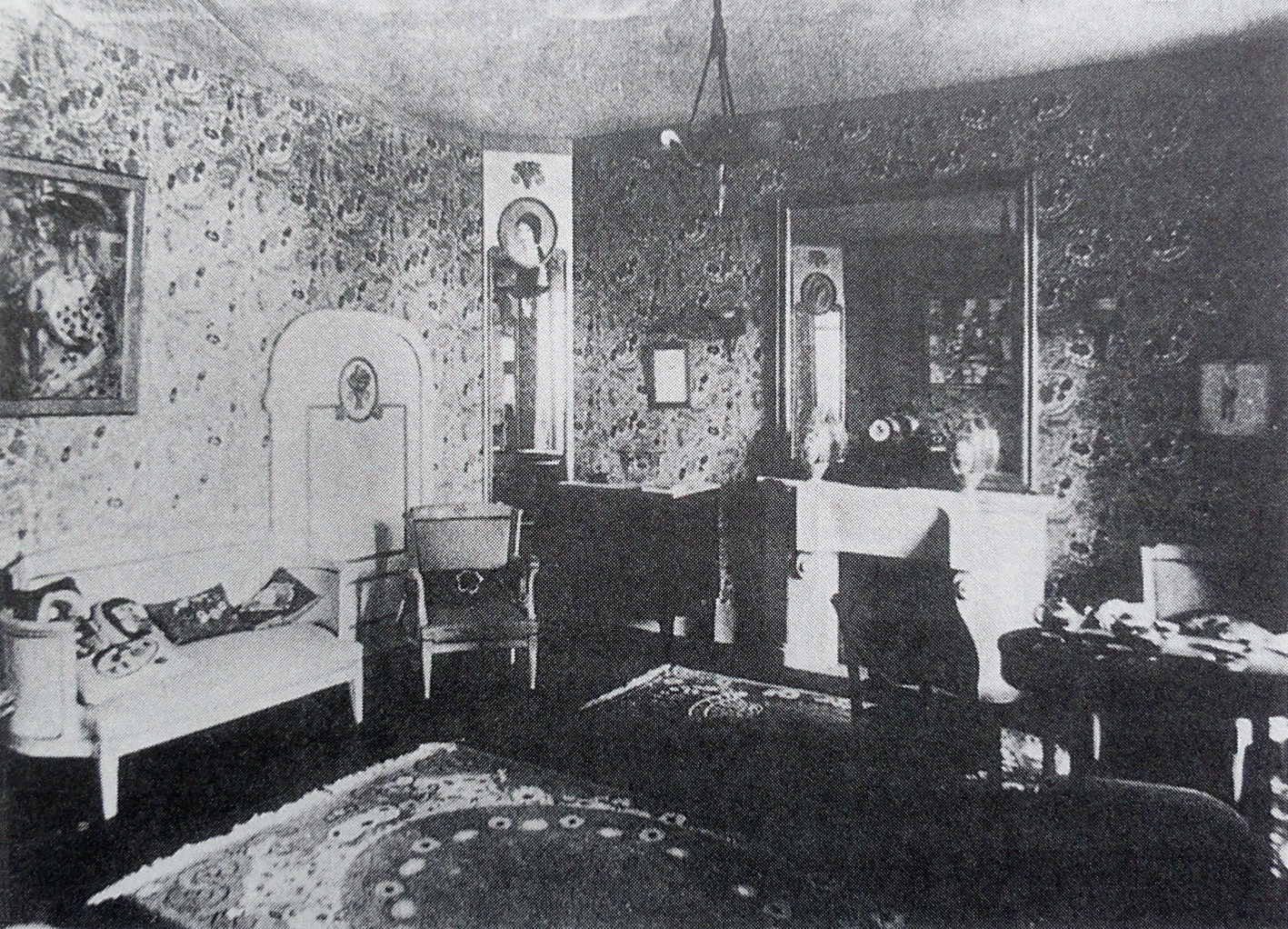
Le Salon Bourgeois dans La Maison cubiste au Salon d'automne, 1912, Paris. ' de Jean Metzinger à gauche.

En 1906, il expose aux Salon des indépendants, puis au Salon d'automne dont il deviendra un des principaux animateurs, avec ses amis Roger de La Fresnaye, André Dunoyer de Segonzac, Maurice Marinot et les frères Duchamp. S'atténuent alors les tendances postimpressionnistes « nabisantes » pour laisser place à des formes plus géométriques qui tendra vers une manière de cubisme « à la française »[Quoi ?]. La tentation quasi mystique du « nombre d'or », selon les traditions pythagoriciennes et platoniciennes donneront à ses œuvres une sensibilité cubiste. D'ores et déjà, le peintre et décorateur André Mare a un style : sous une apparente facilité, un style construit, subtil et rigoureux, alliant classicisme et modernité. Le même que l'on retrouve dans sa vie, faussement bohème et désinvolte, il cultive soigneusement une image de dandy. Son humour caustique et son enthousiasme contestataire sont tempérés de courtoisie.
Au Salon d'automne de 1912, André Mare et Raymond Duchamp-Villon avec l'aide de leurs collègues de la Section d'Or proposent au public La Maison cubiste. Ce projet d'hôtel d'architecture cubiste provoque un scandale qui consacre la renommée d'André Mare comme décorateur.

### Première Guerre mondiale

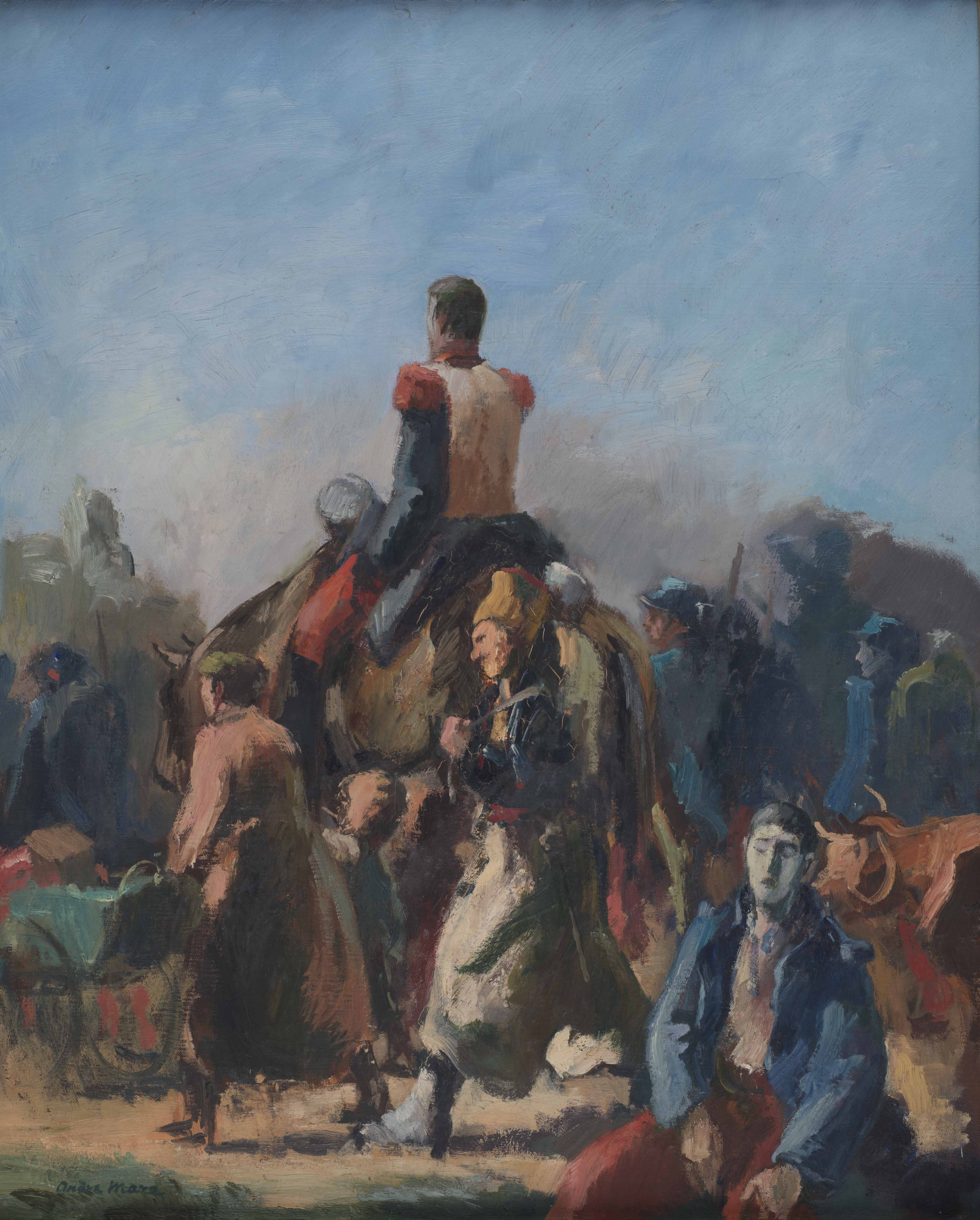
Épisode de la retraite peint par André Mare en 1914.

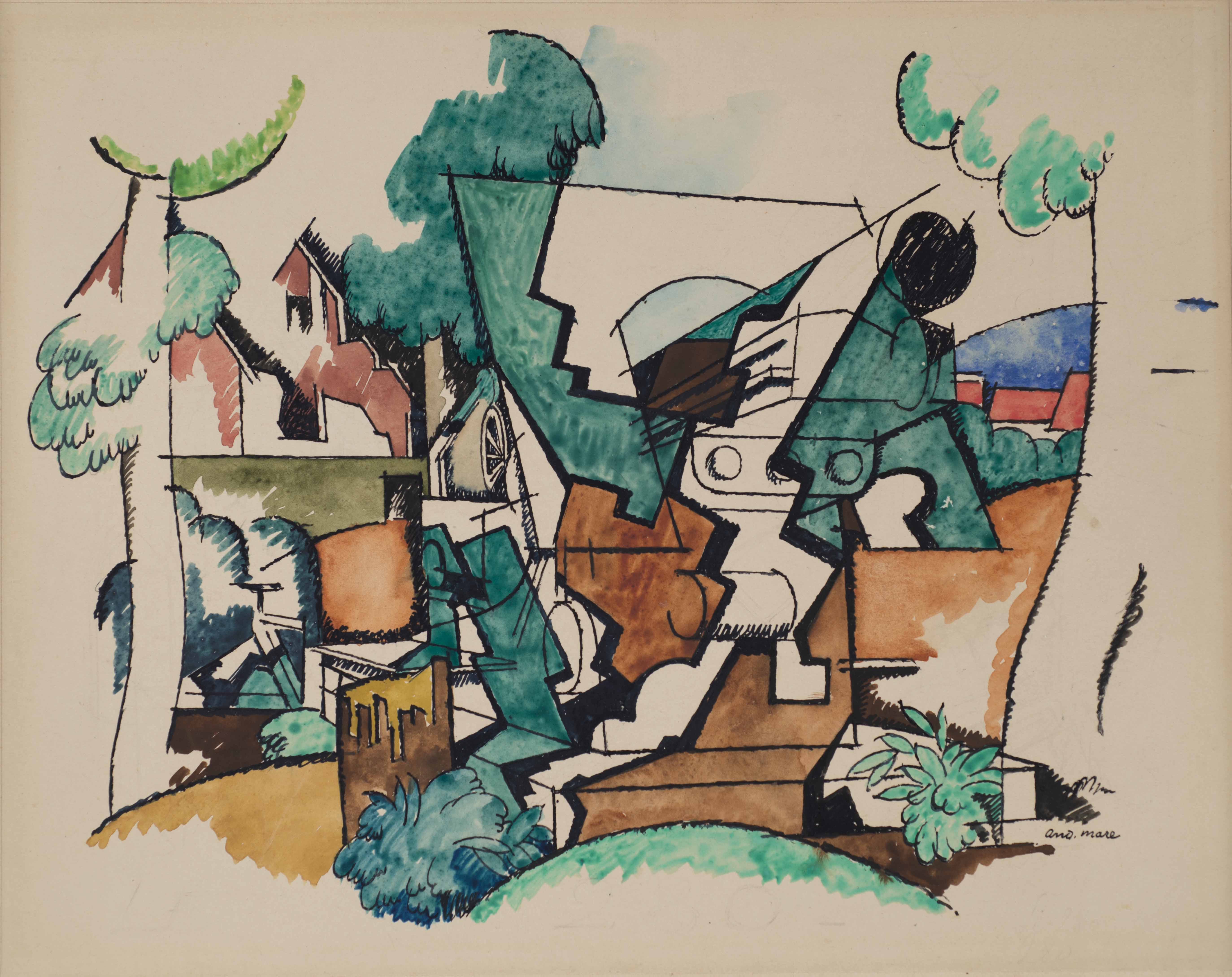
Le 280 : canon camouflé par André Mare entre 1914 et 1918.

Durant la Première Guerre mondiale,il est rappelé dans l’armée active le 3 août 1914 à la suite du décret de mobilisation générale du 1er août 1914. Il est d'abord mobilisé dans le 3ème régiment d'artillerie en Belgique (Herson), puis à Paris pour des travaux de terrassement en lien avec le Camp retranché de Paris qui devait assurer la protection de la capitale durant la guerre. Il se trouve ensuite en Champagne, près de Valmy, Beauséjour et Châlons, et effectue des travaux pour garantir des voies d'accès pour le matériel lourd et des voies ferrées (possiblement des voies de chemin de fer militaire de 0,60 m). Ayant déjà sur lui des carnets et du matériel, il commence ses représentations de son quotidien à partir de cette période.
En août 1915, l'achat d'un « vest-pocket Kodak » lui permet de réaliser des photographies, pour possiblement documenter de futures œuvres ou garder une trace de son quotidien durant la guerre. Cet appareil est un véritable bloc-notes car il permet de tracer des indications identifiant la prise de vue sur la pellicule, via une trappe et un petit stylet. Sa petite taille permet également une plus grande discrétion, les photographies par les soldats et civils du front étant strictement interdites sans autorisation du général commandant de l'Armée, par une directive de l'été 1915. Le rendu de la composition du cadre imprécis de ce modèle de Kodak pourrait potentiellement participer à sa manière de peindre.
Le 12 décembre 1915, il est affecté au 13ème régiment d'infanterie, régiment auquel est rattachée la section Camouflage. Ayant rencontré Robert de Rotschild, alors officier interprète pour l'Armée britannique, André Mare obtient l'autorisation de visiter l'atelier de camouflage. Cette visite le motive à demander une affection dans cette section. Cette dernière a été créée par Lucien-Victor Guirand de Scevola et dirigée par Dunoyer de Segonzac (ami d'André Mare).En raison de sa qualité d'artiste dans le civil, André Mare travaille avec d’autres peintres (Jean-Louis Forain, Charles Camoin, Charles Dufresne, Jacques Villon, Louis Marcoussis, des sculpteurs : Henri Bouchard, Charles Despiau, etc.) et des décorateurs de théâtre à la création de camouflages pour le compte des armées françaises, britanniques et italiennes.
Il applique au camouflage les principes de dislocation des formes issus du Cubisme : des bandes de couleur juxtaposées empêchent l’œil de reconnaître la forme du canon et ces tons sont choisis de sorte qu’ils se confondent avec ceux du paysage environnant.
En 1916, il rejoint l'atelier de la section camouflage d'Amiens, près de Loos, où se trouve une installation d'arbres observateurs. Il réalise d'abord des camouflages de postes d'observation pour l'Armée française. Très rapidement, André Mare se spécialise dans la création de faux arbres observatoires blindés, faisant évoluer le procédé des arbres observateurs camouflés, ainsi que dans tous types de décors factices servant à camoufler des postes d’observation. Véritable jeu d'illusion dont il a laissé le récit et les croquis dans ses carnets, il fait des faux arbres observatoires blindés sa spécialité avec Dunoyer de Segonzac, « imitant aussi bien des saules que des peupliers ». Il s'agit d'abord de préparer le terrain en allant faire une aquarelle de l'arbre choisi avec tous ses détails, avant de préparer en atelier une structure blindée aux dimensions et à la forme de ce même arbre. Cette copie creuse remplace ensuite l'arbre original, pour en faire un lieu d'observation idéal. Entre mars et août 1916, il réalise pour l’armée britannique, dans des conditions particulièrement difficiles, sous des bombardements incessants, de nombre de ces observatoires factices. Pour le remercier de ses nombreux services rendus à l'armée britannique, le roi George V, le décore de la Military Cross le 10 août 1916. Le 14 août 1916, l'armée française lui décerne la Croix de guerre pour ses nombreux services militaires rendus à la nation. En effet, entre avril et décembre 1916, près d’Armentières dans la Somme, André Mare réalise 33 observatoires (faux arbres, faux bosquets, meules de foin blindées, etc.) et diverses installations proches de l’ennemi.
Le 1er novembre 1916, il est affecté au 1er régiment du génie. Durant l’hiver 1916-1917, il installe dans l’Oise au moins 76 arbres observatoires. C'est au cours d'une de ces opérations d'installations d'un faux arbre blindé sur la ligne de front à Lassigny le 12 mars 1917 qu'il est gravement blessé au cou et à la cuisse droite,.
Une fois remis de ses blessures, il est envoyé sur le Front italien (novembre 1917-avril 1918) pour former l'armée italienne à l'art du  camouflage. Il revient ensuite en France où il continue ses activités dans des sections de camouflages (Frenvilliers, Candas, Bergues, Amiens, Saint-Quentin) jusqu'à l’Armistice.
Durant toute la période de la  Première Guerre mondiale, André Mare tient dix carnets dans lesquels il raconte et dessine son quotidien. De nombreuses aquarelles, empreintes de cubisme, témoignent de ses impressions sur le vif, de la douleur des combats et de la mort.

### Entre deux-guerres
En 1919, André Mare est chargé avec Louis Süe et Gustave Louis Jaulmes des décorations de l'avenue des Champs-Élysées et de l'Arc de Triomphe pour commémorer les fêtes de la Victoire. L'équipe, sous la direction d'André Mare, érige un cénotaphe, monument à la gloire des combattants devant lequel défilent les troupes alliées le 14 juillet. Il fonde également la « Compagnie des arts français » en association avec Louis Süe, créateur en 1912 de l’« Atelier français ». Ils s’intéressent à tout ce qui touche la décoration intérieure avec comme objectif de proposer au public des ensembles « sérieux, logiques et accueillants ». André Mare agrémente le mobilier, les papiers peints, les tissus, avec ses célèbres « paniers fleuris » et autres gerbes de roses, qui caractérisent les années 1920. À titre d’exemple, pour l’exposition de 1925, Süe et Mare commandent des cartons de tapisserie à Charles Dufresne pour un mobilier de salon sur le thème Paul et Virginie, qui remporte un franc succès. Guillaume Apollinaire décèle très tôt le talent d'André Mare : « J'ai parlé des ensembles mobiliers, ils montrent et tout particulièrement les ensembles d'André Mare, que le moment va arriver où nous allons enfin voir des meubles nouveaux qui ne soient pas des horreurs ». (L'Indépendant du 14 octobre 1911).

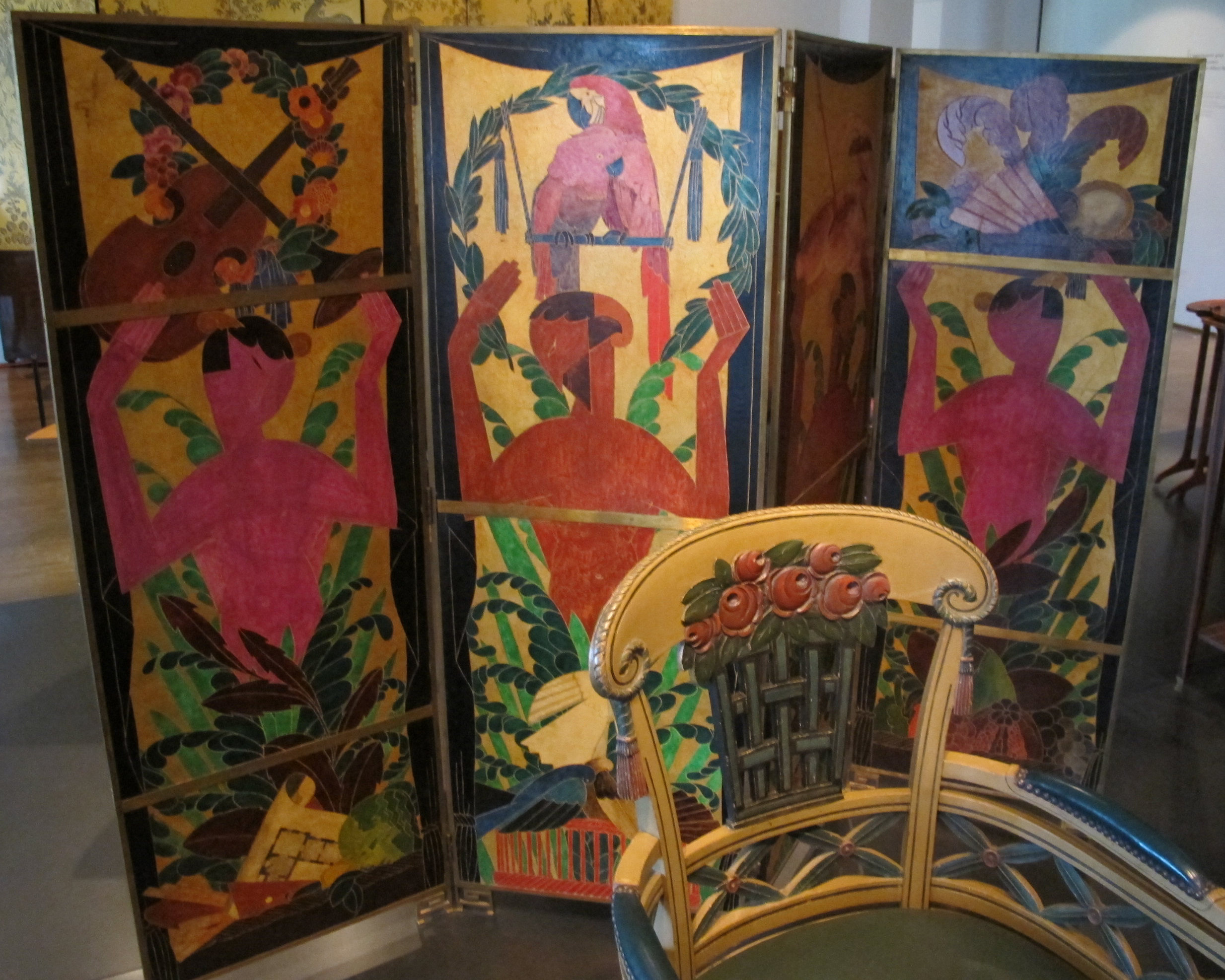
Paravent Les Faunes (vers 1920), Musée des arts décoratifs de Paris.

Architecte global d’intérieur, il conçoit pendant huit ans avec Louis Süe près de deux mille modèles, et compose cinquante à soixante ensembles parmi lesquels la décoration de l'ambassade de France à Varsovie, une partie de l'ambassade de France à Washington, l'hôtel particulier du couturier Jean Patou à Paris, le grand salon du paquebot Île-de-France et les cabines de luxe du paquebot Paris. Il est aussi costumier et relieur. En 1921, Maurice Ravel lui confie le décor et les costumes de son nouveau ballet, L'Heure espagnole, créé à l'Opéra de Paris.
Pour l'Exposition internationale des Arts décoratifs de 1925, Süe et Mare conçoivent deux pavillons à coupole dont celui nommé au musée d'Art contemporain, avec un grand salon au centre de la rotonde.
En 1926, André Mare est nommé chevalier de la Légion d'honneur à la suite de l'Exposition des Arts décoratifs.
En 1927, André Mare décide de ne plus assurer la direction technique de la Compagnie des arts français pour des raisons de santé. Il se consacre exclusivement à la peinture qu'il avait délaissée depuis une dizaine d'années au profit de la décoration pour la Compagnie des arts français.
En 1930, il exécute un grand tableau de commande : Les Funérailles du maréchal Foch. Il exécute des paysages de sa Normandie natale.
Le 3 novembre 1932, il meurt de la tuberculose, des suites d'une grave intoxication au gaz moutarde. Il est inhumé dans le petit cimetière des Lignerits dans le pays d'Auge.
En octobre-novembre 1933, un ensemble important de ses œuvres est présenté à la 23e exposition de la Société des artistes normands au musée des beaux-arts de Rouen.

## Œuvres dans les collections publiques

### Peintures
- Musée des beaux-arts de Bernay
  - La Dactylo (1922)
  - Intérieur de l'abbatiale à Bernay

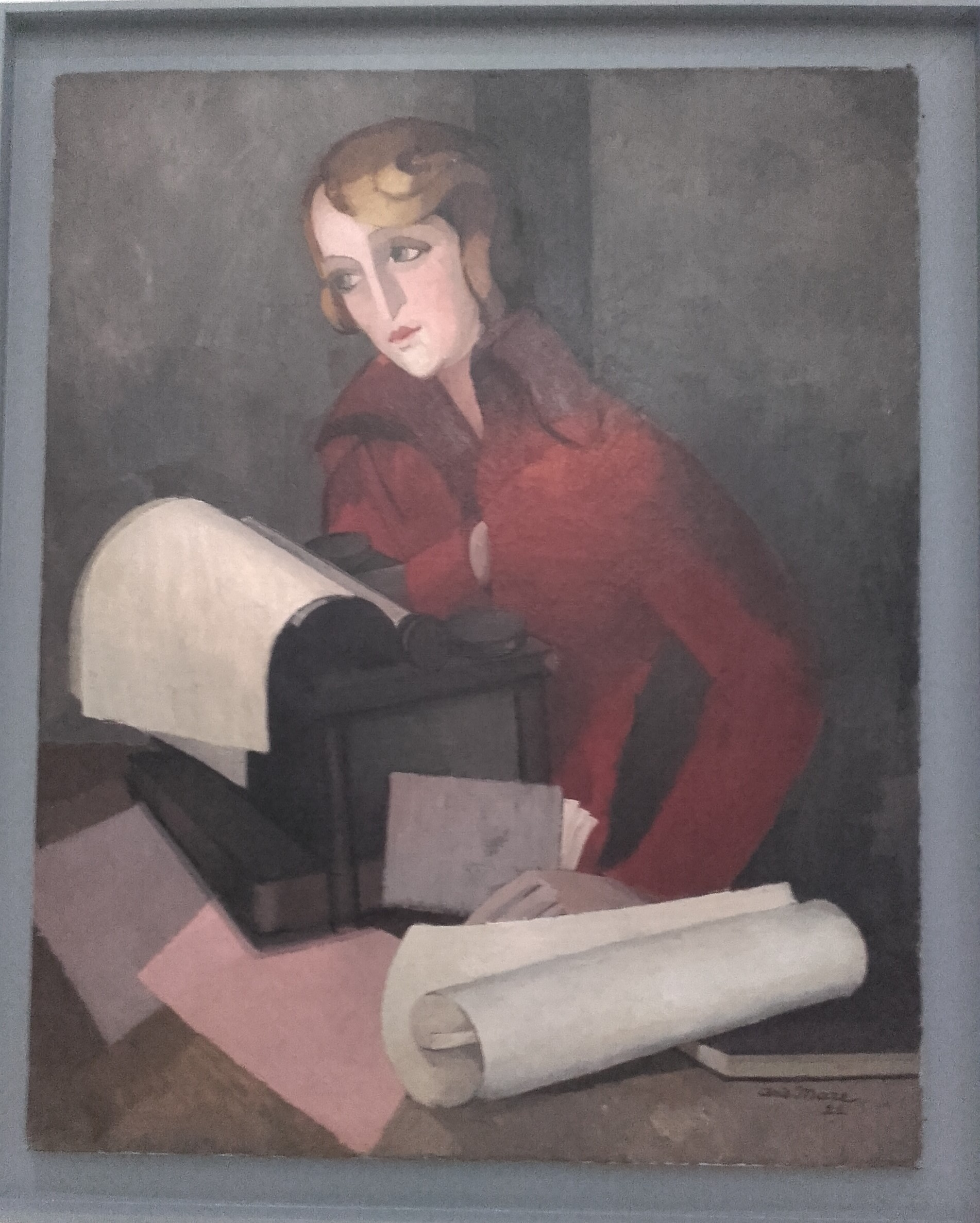
La Dactylo (1922), musée des beaux-arts de Bernay.
Spahis à la veillée funèbre du maréchal Foch. "Sorcière", la jument du maréchal caparaçonnée de deuil (1929), La Contemporaine

  - Satan. Esquisse de chevaux dans une écurie (1926)
  - Casaque rose - Toque jaune (1928)
  - Vue de Caen. Le Port St-Jean et St-Pierre (1931)

- Musée d'art moderne de Troyes
  - Le Haras du Pin (1924)
  - L'Étalon (1928)

- La Contemporaine, bibliothèque, archives et musée des mondes contemporains, Nanterre
  - Épisode de la retraite, 1914, huile sur toile, 85 x 72 cm, OR F2 850.
  - Drapeau britannique, 1914-1918, huile sur papier, 77 x 36 cm, OR 1547.
  - Les Survivants, 1929, huile sur toile, 49 x 54 cm, OR 749.
  - Les drapeaux des 70e et 90e Régiments infanterie, 1929, huile sur papier, 92 x 110 cm, OR 1420.
  - Spahis à la veillée funèbre du maréchal Foch. "Sorcière", la jument du maréchal caparaçonnée de deuil, 1929, huile sur toile, 82 x 98 cm, OR F1 214.
  - "Sorcière", la jument du maréchal Foch aux obsèques, 1929, huile sur toile, 76 x 66 cm, OR F1 215.

### Dessins
- Archives nationales
  - Carnets de guerre, (1914-1918), aquarelles.

- La Contemporaine, bibliothèque, archives et musée des mondes contemporains, Nanterre
  - Le 280 [canon camouflé], 1914-1918, Aquarelle et Encre de Chine sur papier, 34,4 x 42 cm, OR F2 30.
  - Artilleur à cheval, 1916, Aquarelle, Encre de Chine, plume et crayon sur papier, 14 x 16 cm, OR F2 1276.
  - Artilleurs, manteau bleu (Somme), Aquarelle, Encre de Chine et plume sur papier, 17,4 x 22,6 cm, OR F2 1277.
  - Bag-pipers, 1916, Encre de Chine sur papier, 18,5 x 13,7 cm, OR F2 1278.
  - Funérailles du maréchal Foch : Notre-Dame, 1929, Lavis, plume et sépia sur papier, 30,8 x 25,4 cm, OR F2 831.
  - Funérailles du maréchal Foch. Président Doumergue, 1929, Crayon sur papier, 33,6 x 25,7 cm, OR F2 832.
  - Funérailles du Maréchal Foch. Le prince de Galles, 1929, Lavis et plume sur papier, 28 x 36,8 cm, OR F2 833.
  - Funérailles du Maréchal Foch. Le prince de Galles, 1929, Lavis encre et crayon sur papier, 29,8 x 20,2 cm, OR F2 834.
  - Funérailles du Maréchal Foch. Le prince de Galles, 1929, Encre et plume sur papier, 27,8 x 38,6 cm, OR F2 835.
  - Funérailles du maréchal Foch. Le général Pershing, Lavis, plume, crayon et sépia sur papier, 26,1 x 20,1  cm, OR F2 836.
  - Funérailles du maréchal Foch : le char funèbre, 1929, Lavis, plume et sépia sur papier, 27,4 x 38,6 cm, OR F2 837.

### Mobilier

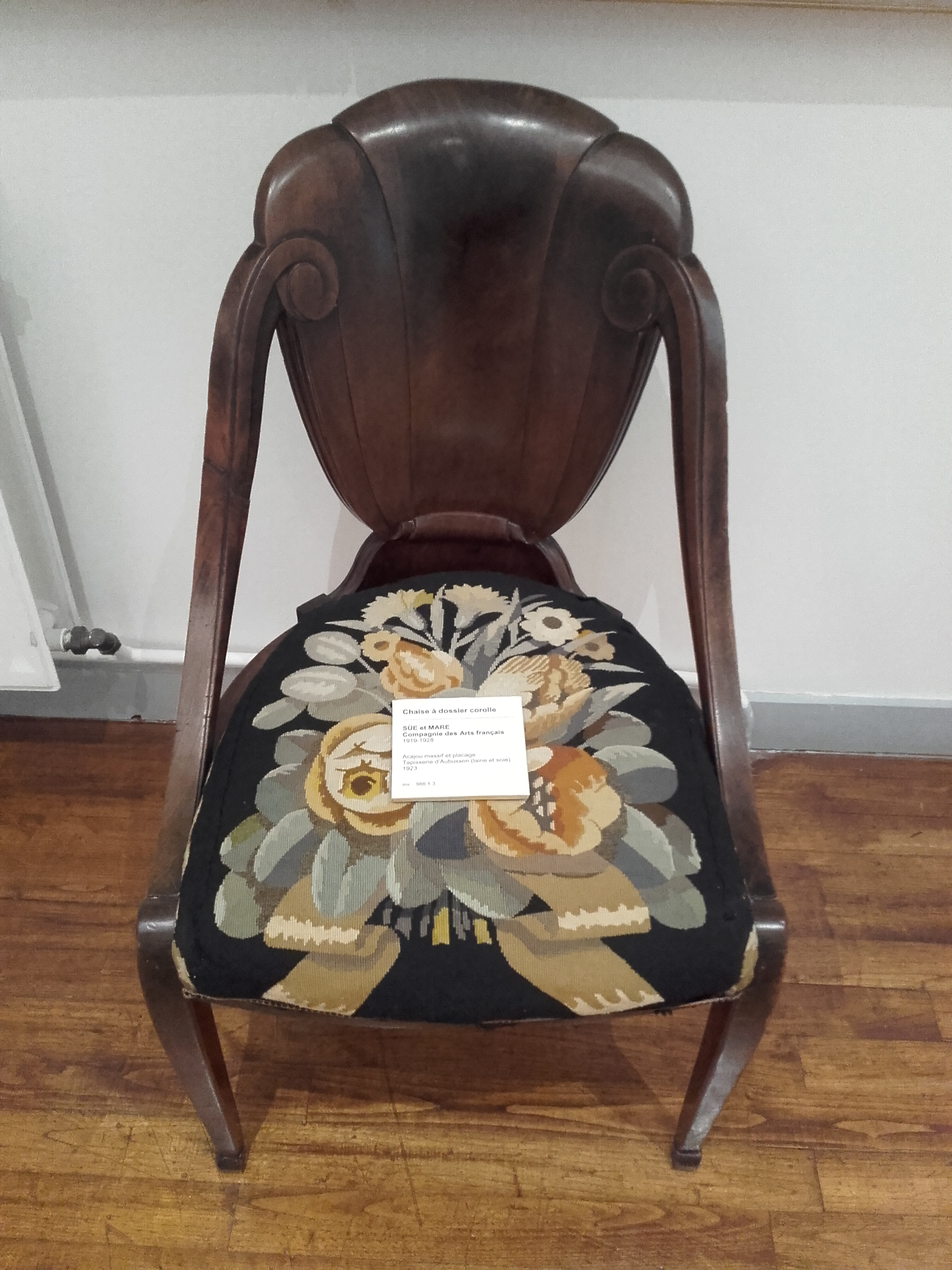
Chaise à dossier corolle, musée des beaux-arts de Bernay.

- Salle à manger Art Déco, (1920-1921), ensemble mobilier, musée des arts décoratifs de Paris.
- L'Armistice, papier peint, 1919, musée des beaux-arts de Bernay
- Chaise David-Weill, musée des beaux-arts de Bernay
- Chaise à dossier corolle, musée des beaux-arts de Bernay

## Film
- Documentaire (52 min) de Frédéric Tonolli, diffusé sur France 3 le 14 octobre 2014.
  - Résumé : Le camouflage fut institué en France pendant la Première Guerre mondiale : le peintre André Mare a raconté dans ses carnets[4] la chronique de cette période.